# Number 1 (O-Zone)
Number 1 è il secondo album del gruppo dance moldavo O-Zone, pubblicato il 16 agosto 2002. Il titolo fa riferimento ad una discoteca in cui è stato eseguito.

## Tracce
1. Numai tu – 4:00
2. Dar, unde ești? – 4:02
3. Sarbatoarea Noptilor De Vara – 3:52
4. Number 1 – 3:40
5. Nopti Fara Somn – 3:52
6. Am Sa Te Chem – 3:31
7. Nu Ma Las De Limba Noastra – 3:50
8. Number 1 (funny version) – 3:55
9. Despre Tine – 3:47
10. V.I.P. – 2:49